# Заркамар
Заркама́р (тадж. Заркамар) — село у складі Хатлонської області Таджикистану. Входить до складу джамоату імені Міралі Махмадалієва Восейського району.
Назва означає золотий пояс. Колишня назва — Арал.
Населення — 3092 особи (2010; 3107 в 2009, 1338 в 1979).
Національний склад станом на 1979 — таджики та узбеки.